# Colobus guereza
La guereza (Colobus guereza Rüppell, 1835), anche nota come guereza mantellata, colobo bianco e nero orientale o colobo abissino,  è una scimmia del Vecchio Mondo originaria di gran parte dell'Africa centrale e orientale, essendo diffusa in Camerun, Guinea Equatoriale, Nigeria, Etiopia, Kenya, Tanzania, Uganda e Ciad con varie sottospecie che differiscono tra loro nell'aspetto. È una scimmia piuttosto appariscente, con lunghe frange di peli bianchi che corrono lungo i due lati del tronco, note come «mantello». La faccia è incorniciata da peli bianchi e la coda termina con un grosso ciuffo bianco.
La guereza è un animale diurno e arboricolo, presente sia nelle foreste decidue che in quelle sempreverdi. È una specie adattabile in grado di far fronte al degrado ambientale e predilige le foreste secondarie vicine a fiumi o laghi. Sebbene in passato si pensasse che si nutrisse solo di foglie, mangia anche semi, frutti e artropodi. È in grado di digerire sostanze vegetali con un alto contenuto di fibre grazie allo stomaco specializzato e può mangiare solo alcune specie di piante per volta. Viene predata da rapaci e da alcuni mammiferi, come lo scimpanzé e il leopardo.
La guereza vive in gruppi sociali formati da tre a quindici individui. Questi gruppi normalmente comprendono un maschio dominante e alcune femmine con la loro progenie. È una specie poliginica e l'accoppiamento è preceduto da una comunicazione vocale. Dopo un periodo di gestazione di poco più di cinque mesi, i piccoli nascono con la pelle rosa e la pelliccia bianca, che scurisce fino a diventare identica a quella degli adulti verso i tre-quattro mesi. La guereza è ben nota per i cori che esegue all'alba: il «ruggito» dei maschi è un metodo di comunicazione a lunga distanza per affermare i diritti territoriali. Oltre a questo e ad altri tipi di vocalizzazioni, la specie comunica anche attraverso posture del corpo, movimenti ed espressioni facciali.
La guereza viene classificata come «specie a rischio minimo» (Least Concern) dall'Unione internazionale per la conservazione della natura (IUCN) essendo ancora ampiamente diffusa e, sebbene localmente minacciata in alcune aree, non così tanto da venire inserita in una categoria di rischio superiore. Ciononostante, una sottospecie presente in Kenya viene considerata «in pericolo» (Endangered). Può sopravvivere tranquillamente nelle foreste degradate e in alcune aree è più comune nelle aree soggette a disboscamento che in quelle incontaminate. La guereza è anche minacciata dalla caccia cui è fatta oggetto per la carne, venduta come bushmeat, e la pelle.

## Etimologia
La guereza viene talvolta chiamata anche guereza del nord, per distinguerla dalla guereza del sud, altro nome con cui viene chiamato il colobo dell'Angola (Colobus angolensis). Il nome «guereza» è di origine somala ed è il termine con cui la specie viene chiamata in Etiopia. Il nome del genere cui la specie appartiene, Colobus, deriva dal greco kolobus, cioè «mutilato», in riferimento alla mancanza dei pollici, presenti soltanto nello stadio embrionale.

## Tassonomia
La guereza venne scoperta da Eduard Rüppell, un naturalista ed esploratore tedesco, durante il suo viaggio in Abissinia tra il 1830 e il 1834. Il naturalista descrisse la nuova specie nell'opera Neue Wirbelthiere con Abyssinien, Saengthiere nel 1835, ma i primi esemplari furono portati in Europa, al Zoologischer Garten Berlin, solamente nel 1890, quando ne vennero acquistati tre da un mercante di Massaua, in Eritrea.

Distribuzione delle varie sottospecie di guereza.

La guereza appartiene alla sottofamiglia dei Colobini (Colobinae), noti anche come «scimmie fillofaghe», un gruppo di scimmie del Vecchio Mondo diffuso in Asia e Africa. Questa sottofamiglia viene suddivisa in tre gruppi: i colobi dell'Africa, ai quali appartiene la guereza, i langur, o presbiti, dell'Asia, e il gruppo dei rinopitechi, o «scimmie dal naso strano». A loro volta i colobi africani vengono suddivisi, in base al colore, al comportamento e all'ecologia, in tre generi: colobi bianchi e neri (Colobus), colobi rossi (Piliocolobus) e colobi verdi (colobi verdi). Ai colobi bianchi e neri appartengono cinque specie: il colobo dell'Angola (Colobus angolensis), la guereza (C. guereza), il colobo orsino (C. polykomos), il colobo nero (C. satanas) e il colobo velleroso (C. vellerosus). Groves elenca sette sottospecie di guereza nel suo Mammal Species of the World (MSW) del 2005. La validità della sottospecie C. g. gallarum, originaria delle regioni dell'acrocoro etiopico ad est della Rift Valley, è ancora oggetto di discussione; anche se Groves non la cita in MSW, lo stesso studioso la riconosce come tale in uno studio di revisione tassonomica della sottofamiglia Colobinae del 2007, così come Gippoliti e Butynski, consulenti dell'Unione internazionale per la conservazione della natura (IUCN), nel 2008.
Le otto sottospecie riconosciute sono:
- C. g. occidentalis (Rochebrune, 1887), diffusa dalla Nigeria orientale, dal Camerun e dal Gabon fino al Sudan del Sud occidentale e all'Uganda;
- C. g. guereza Rüppell, 1835, diffusa nelle foreste dell'acrocoro etiopico ad ovest della Rift Valley e nelle zone di pianura lungo il corso dei fiumi Awash e Omo e della gola del Nilo Azzurro;
- C. g. gallarum Neumann, 1902, limitata alle zone dell'acrocoro etiopico ad est della Rift Valley;
- C. g. dodingae Matschie, 1913, endemica delle montagne Didinga del Sudan del Sud orientale;
- C. g. matschiei Neumann, 1899, diffusa in Kenya ad ovest della Rift Valley e in alcune foreste all'interno del Rift stesso, in un'area che giunge ad ovest fino al monte Elgon (al confine tra Kenya e Uganda) e a sud fino al cratere di Ngorongoro e al fiume Grumeti in Tanzania;
- C. g. percivali Heller, 1913, diffusa sui monti Matthews in Kenya.
- C. g. kikuyuensis Lönnberg, 1912, la guereza kikuyu, diffusa unicamente sulle colline Ngong, sul monte Kenya e sulla catena degli Aberdare.
- C. g. caudatus Thomas, 1885, la guereza del Kilimangiaro, presente nelle foreste montane dei monti Kilimangiaro e Meru e nelle foreste limitrofe che crescono ad altitudini leggermente inferiori, come in alcune zone del parco nazionale di Arusha.

Le sottospecie che più differiscono tra loro morfologicamente sono C. g. caudatus, che occupa la parte sud-orientale dell'areale, e C. g. occidentalis, che invece occupa quella nord-occidentale. Le sottospecie intermedie mostrano tutte differenze graduali tra queste due.

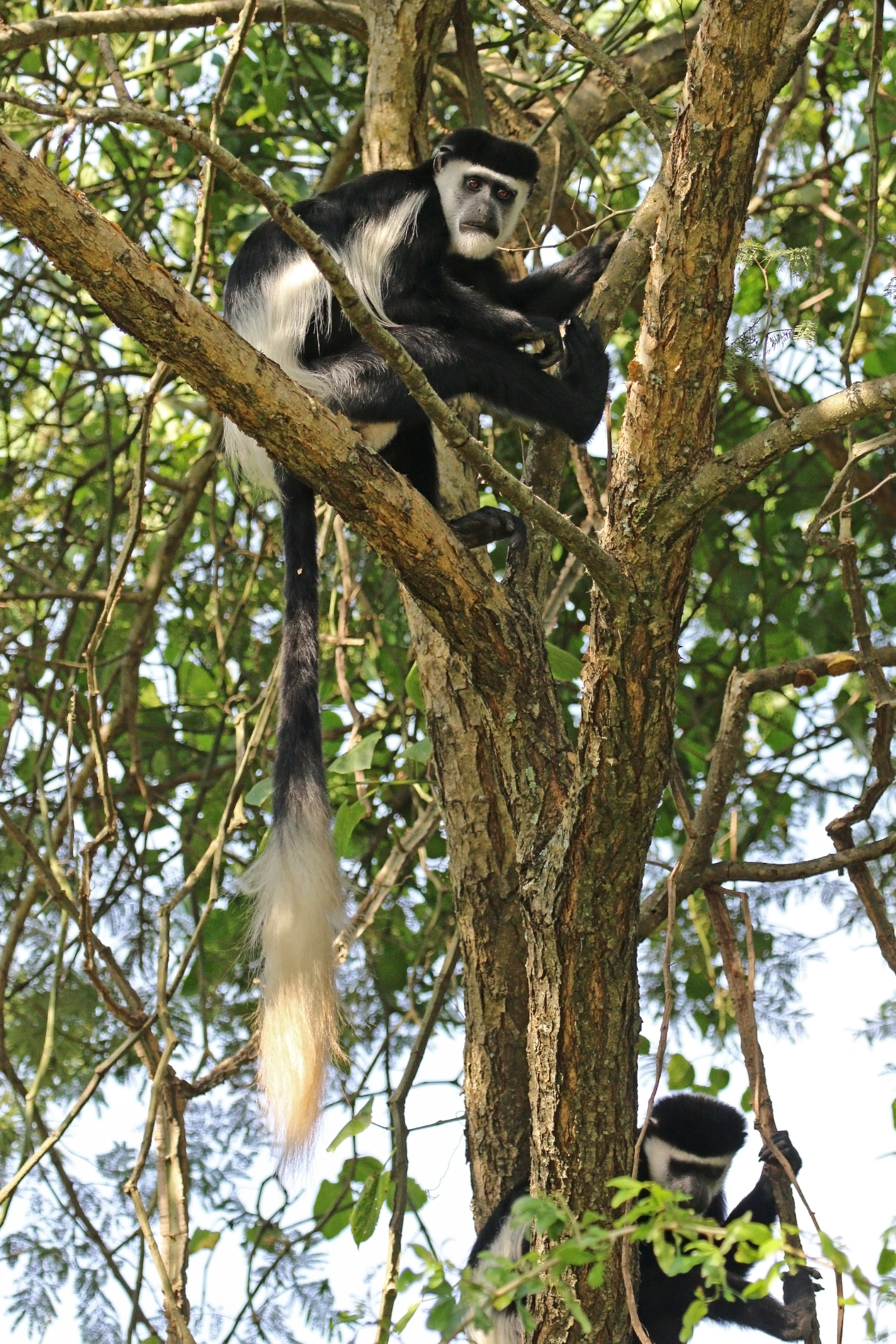
C. g. occidentalis nella riserva naturale di Semliki (Uganda)
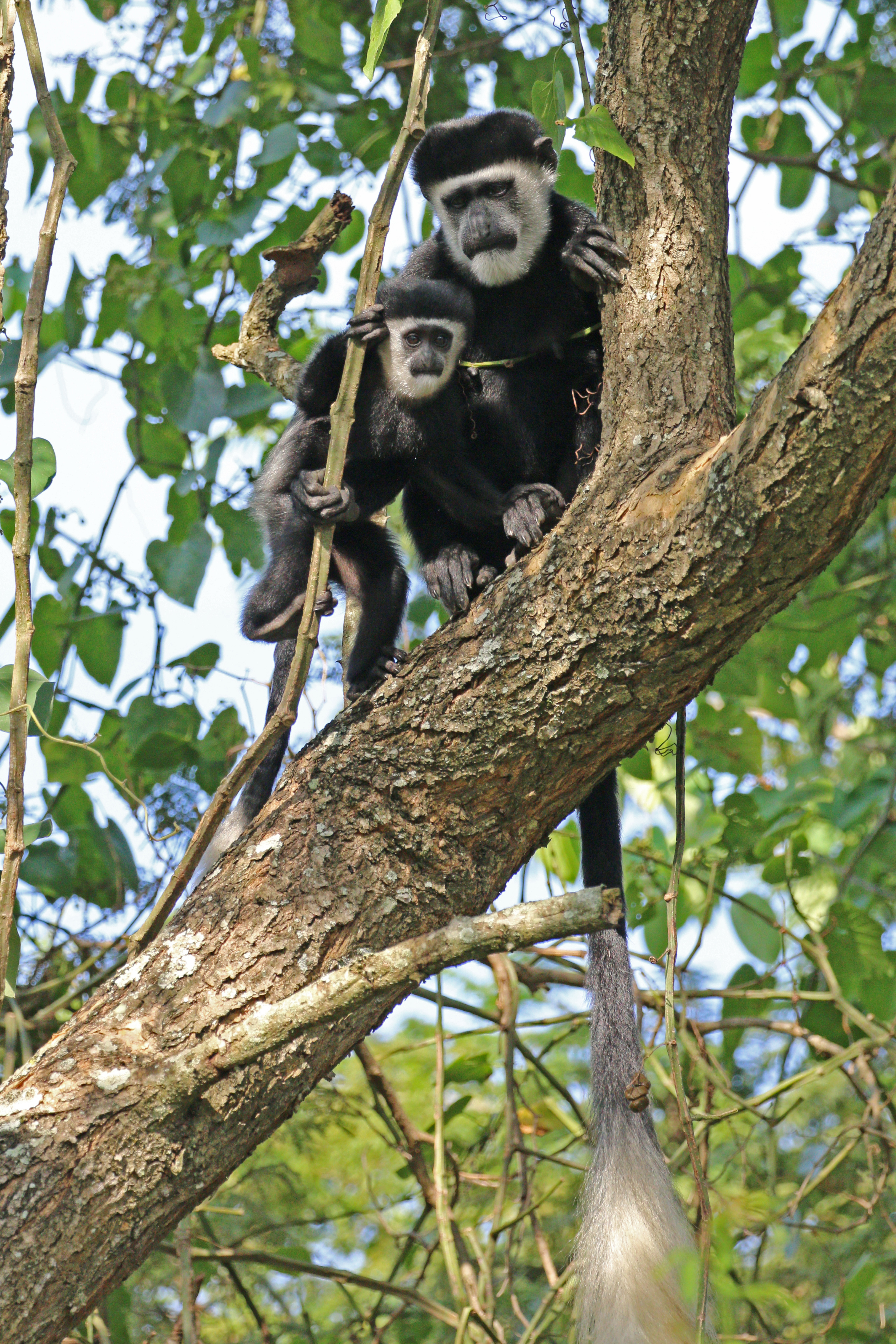
C. g. occidentalis con un giovane nella riserva naturale di Semliki (Uganda)
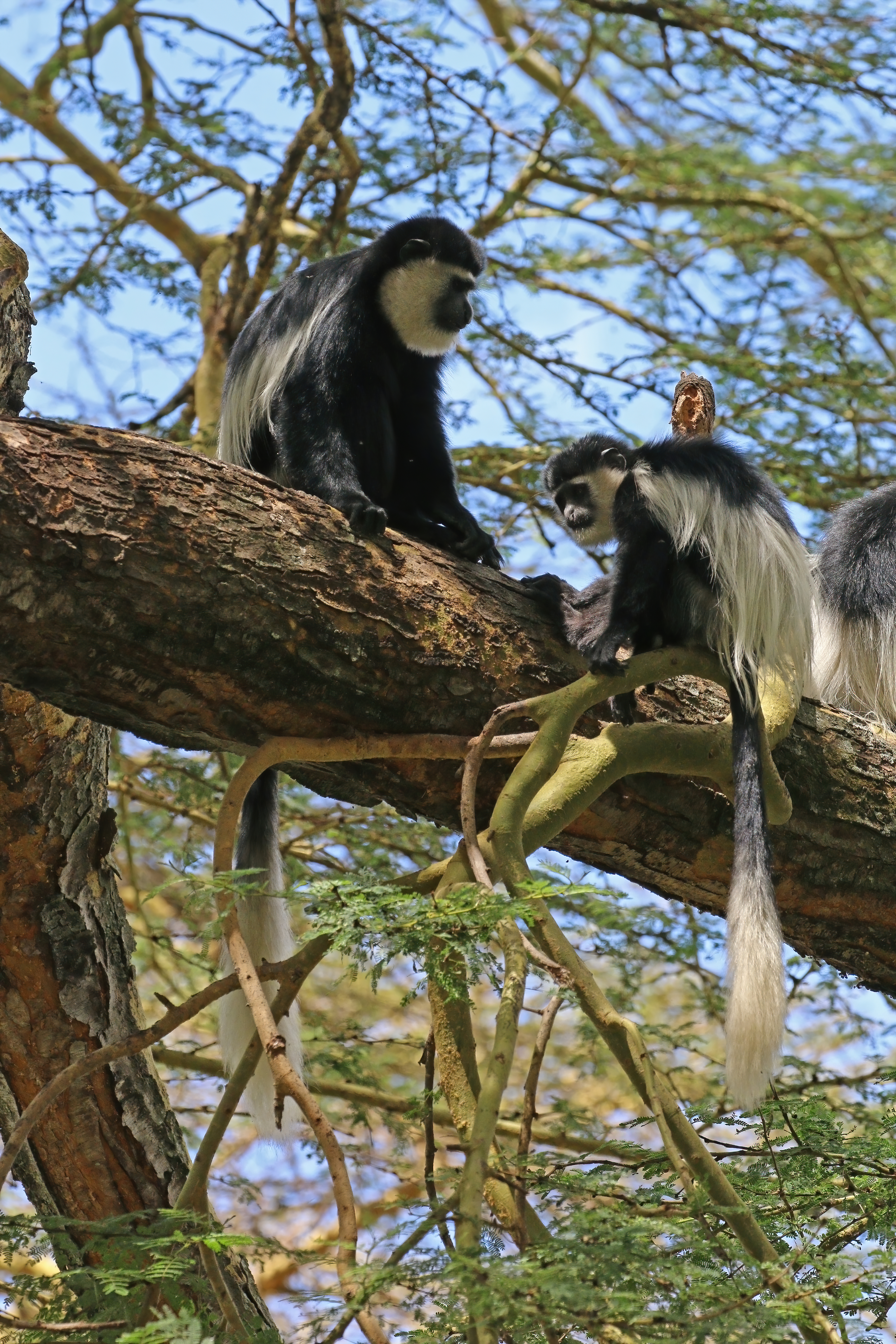
C. g. matschiei con un giovane presso il lago Naivasha (Kenya)
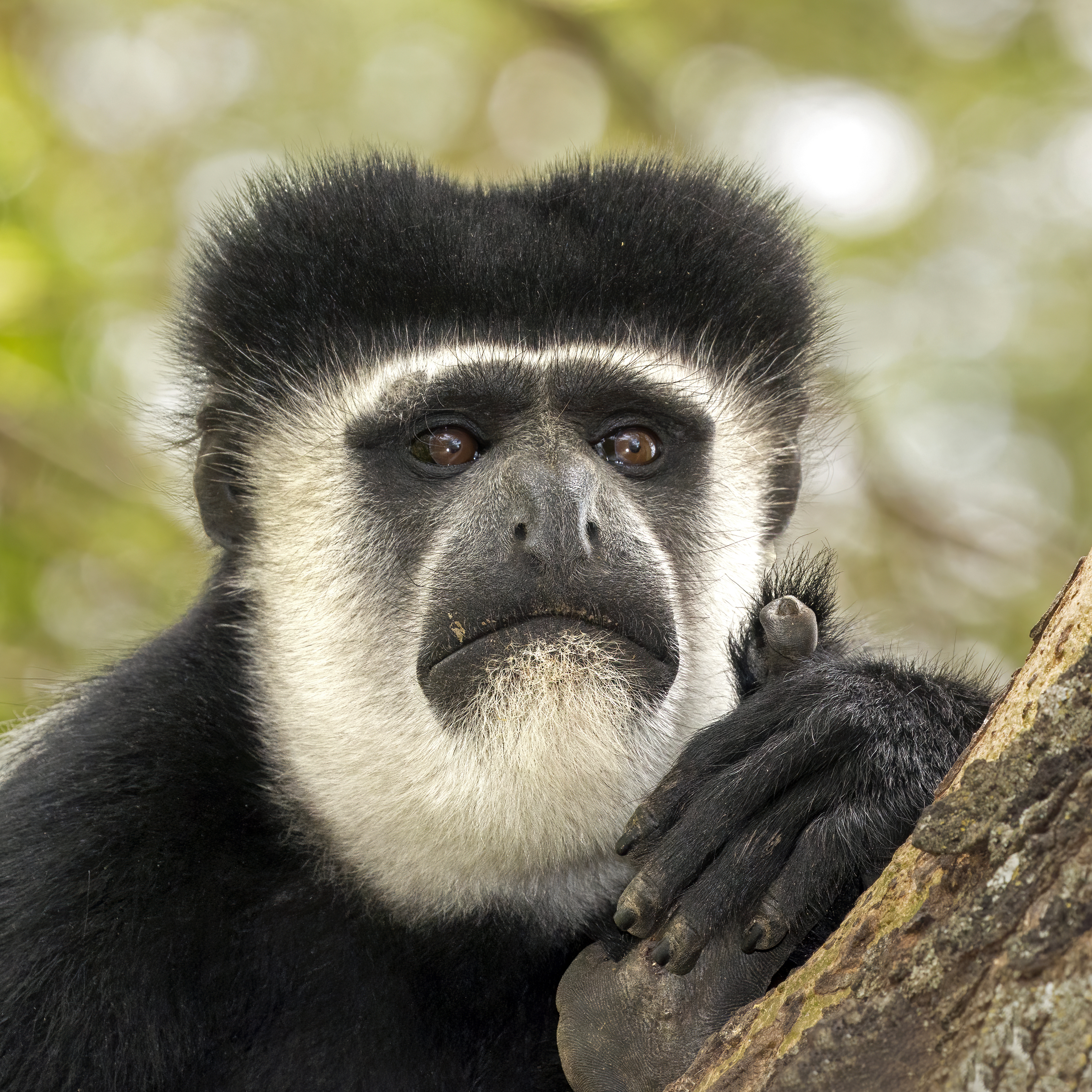
C. g. matschiei presso il lago Naivasha (Kenya)
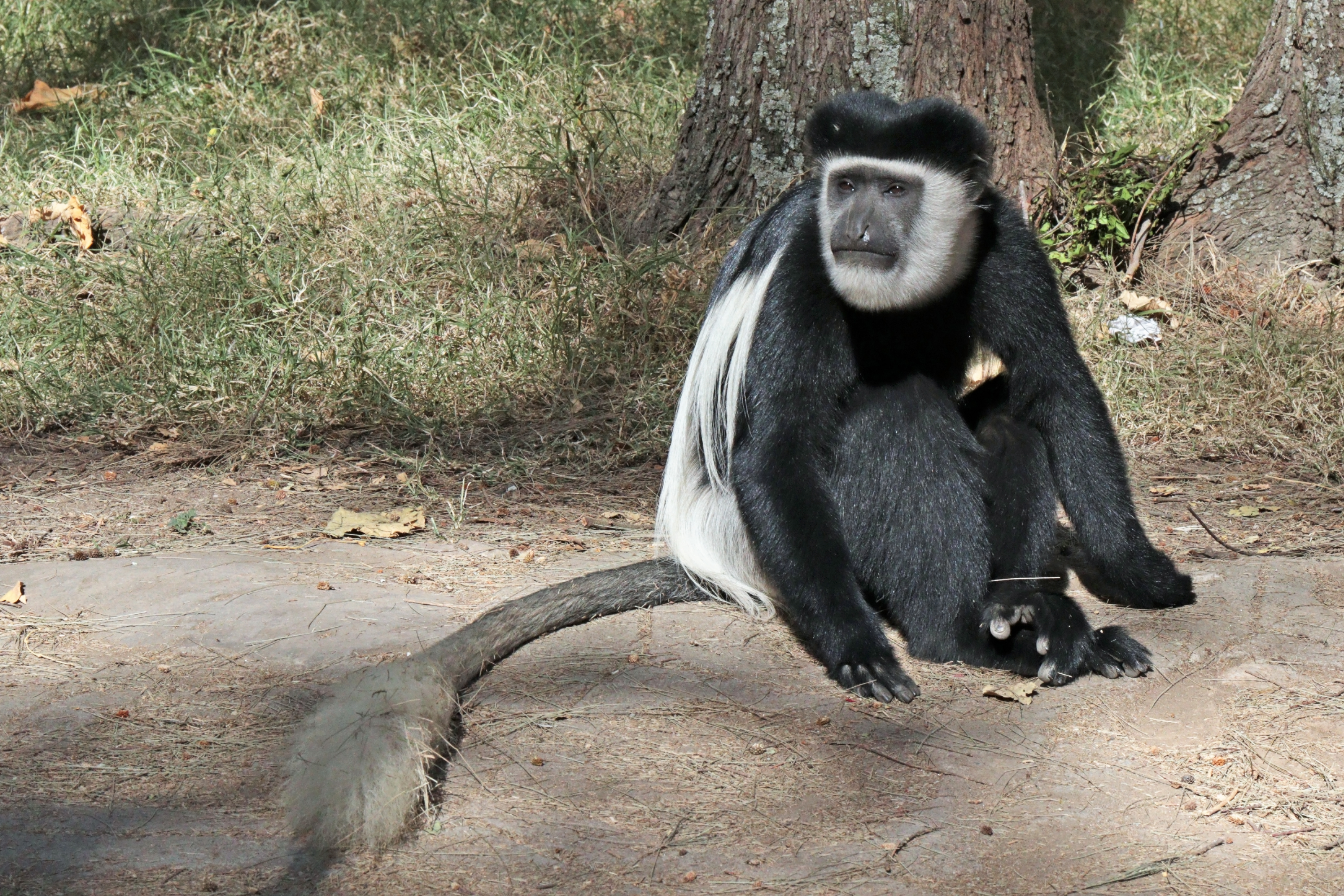
Maschio di C. g. guereza nel parco di Amora Gedel di Awasa (Etiopia)
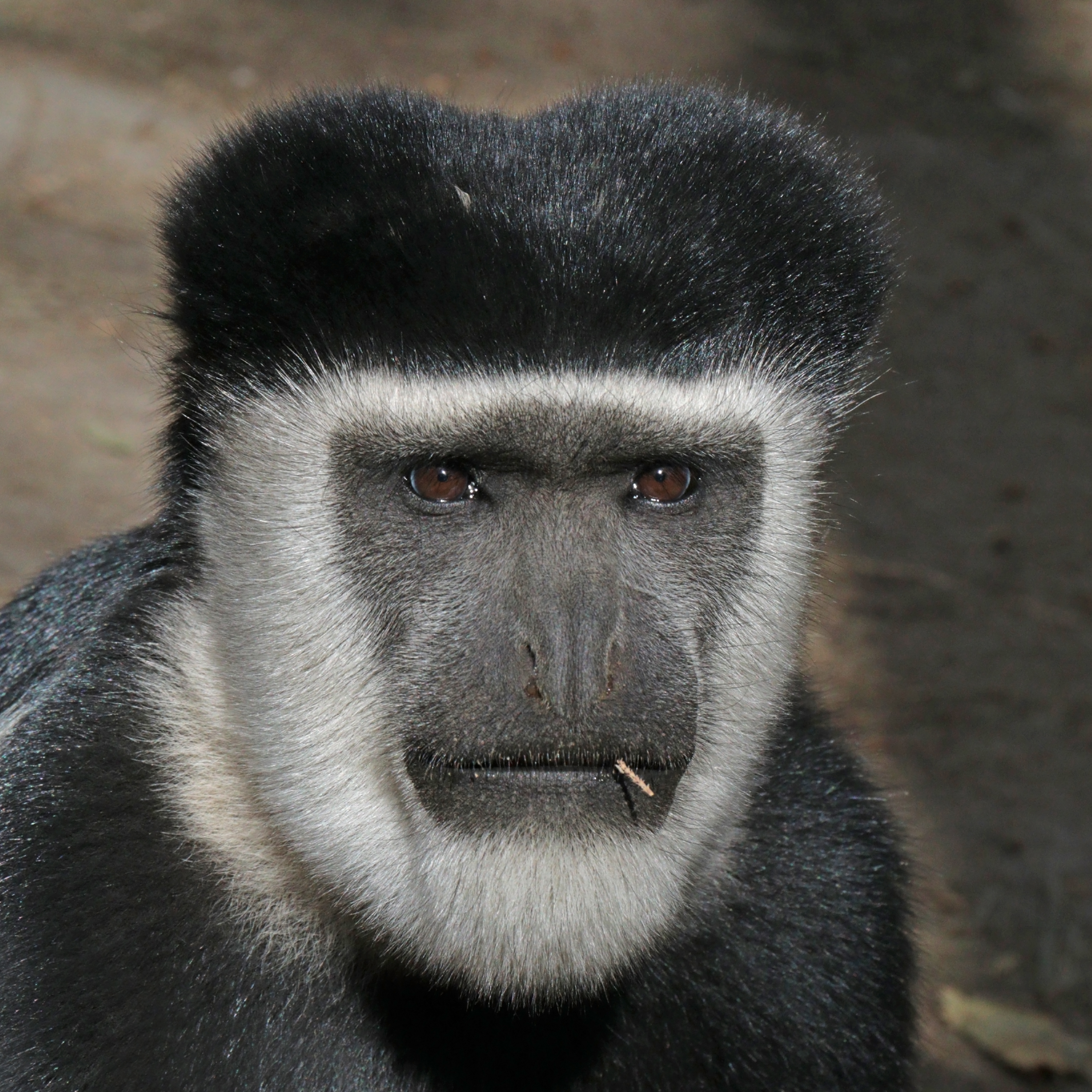
Maschio di C. g. guereza nel parco di Amora Gedel di Awasa (Etiopia)
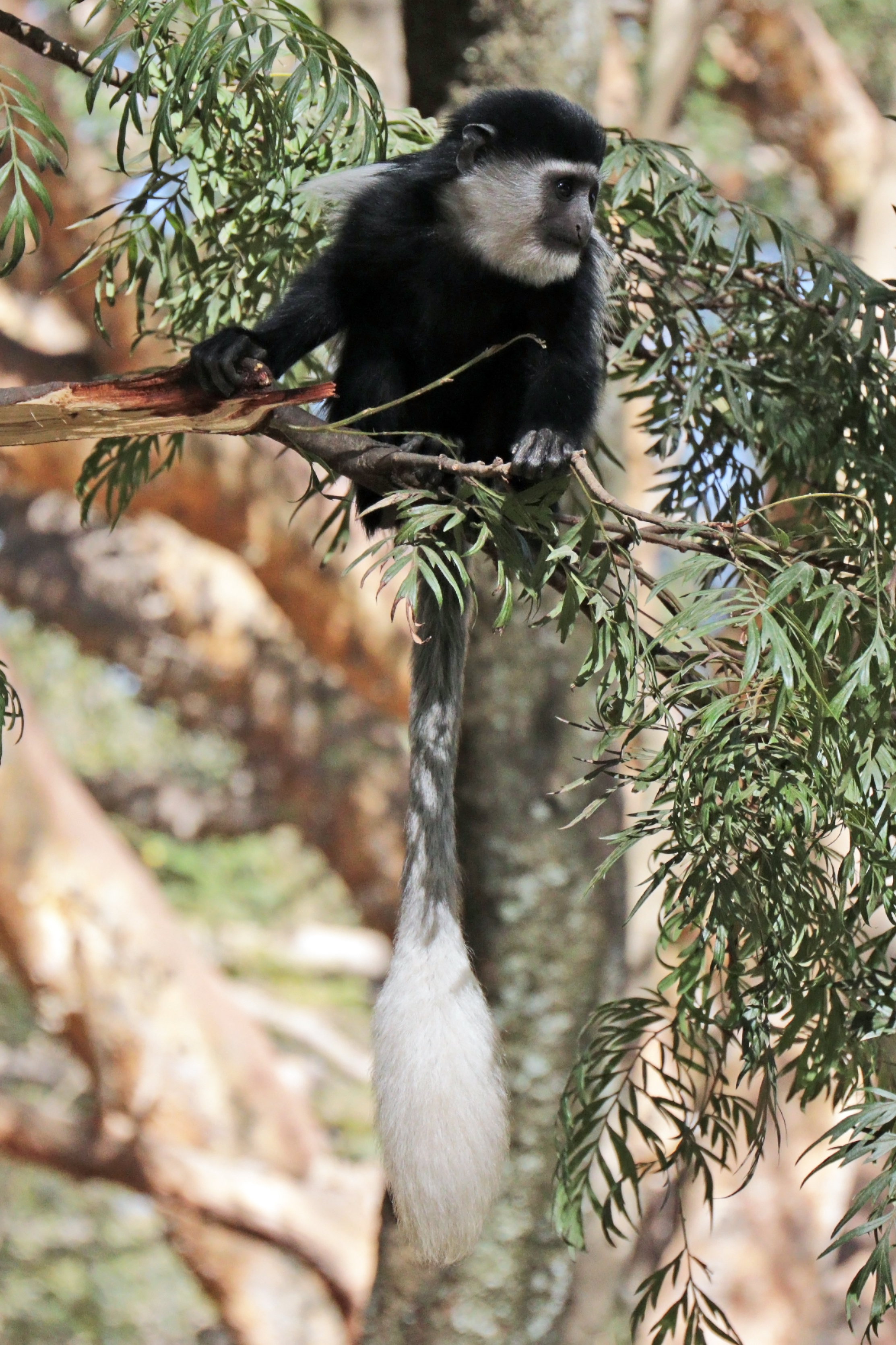
Giovane femmina di C. g. guereza nel parco di Amora Gedel di Awasa (Etiopia)

## Descrizione

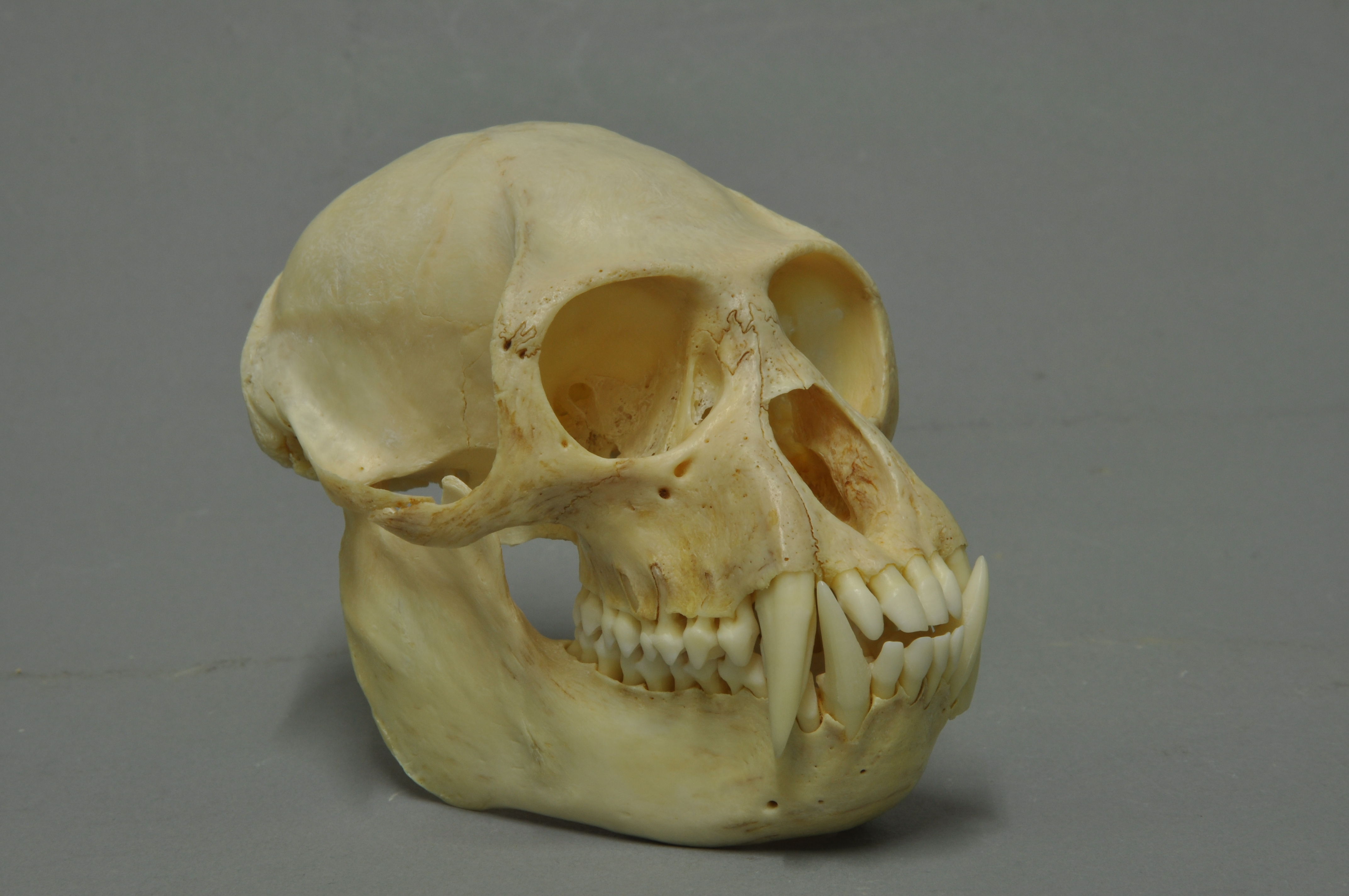
Un cranio al Museo di Wiesbaden (Germania).

La guereza ha una pelliccia caratteristica, di colore prevalentemente nero, con lunghe frange di peli sericei bianchi - o mantello - che scendono lungo i lati del corpo e della coda. Queste frange partono dalle spalle e si estendono lungo il dorso fino a congiungersi sulla parte posteriore del tronco. La coda è lunga e presenta all'apice un ciuffo bianco di dimensioni variabili a seconda della sottospecie: per esempio, la coda di C. g. guereza è grigia e termina con un ciuffo bianco che copre metà della lunghezza, mentre in C. g. caudatus il ciuffo ricopre l'80% della coda. Il colore del mantello varia dal bianco fino al crema o al giallo. La faccia è incorniciata da peli bianchi e una folta peluria ricopre le guance. Un'altra striscia di peli bianchi si trova sulle cosce.
Alla nascita i piccoli hanno la pelle rosa ricoperta da peli bianchi. Sia la pelle che i peli scuriscono con lo sviluppo e a partire dall'età di tre o quattro mesi i giovani presentano la stessa colorazione degli adulti. Di solito i maschi sviluppano la colorazione adulta prima delle femmine. Generalmente il peso è di 9,3-13,5 kg nei maschi e di 7,8-9,2 kg nelle femmine, mentre la lunghezza testa-corpo si aggira sui 61,5 cm nei primi e sui 57,6 cm nelle seconde. Come la maggior parte dei colobi, la guereza ha solamente un piccolo pollice vestigiale. Il dimorfismo sessuale nella dentatura varia tra le varie sottospecie: in alcune, i maschi hanno denti più grandi delle femmine, in altre è vero il contrario e in altre ancora non vi sono differenze significative.

## Distribuzione e habitat

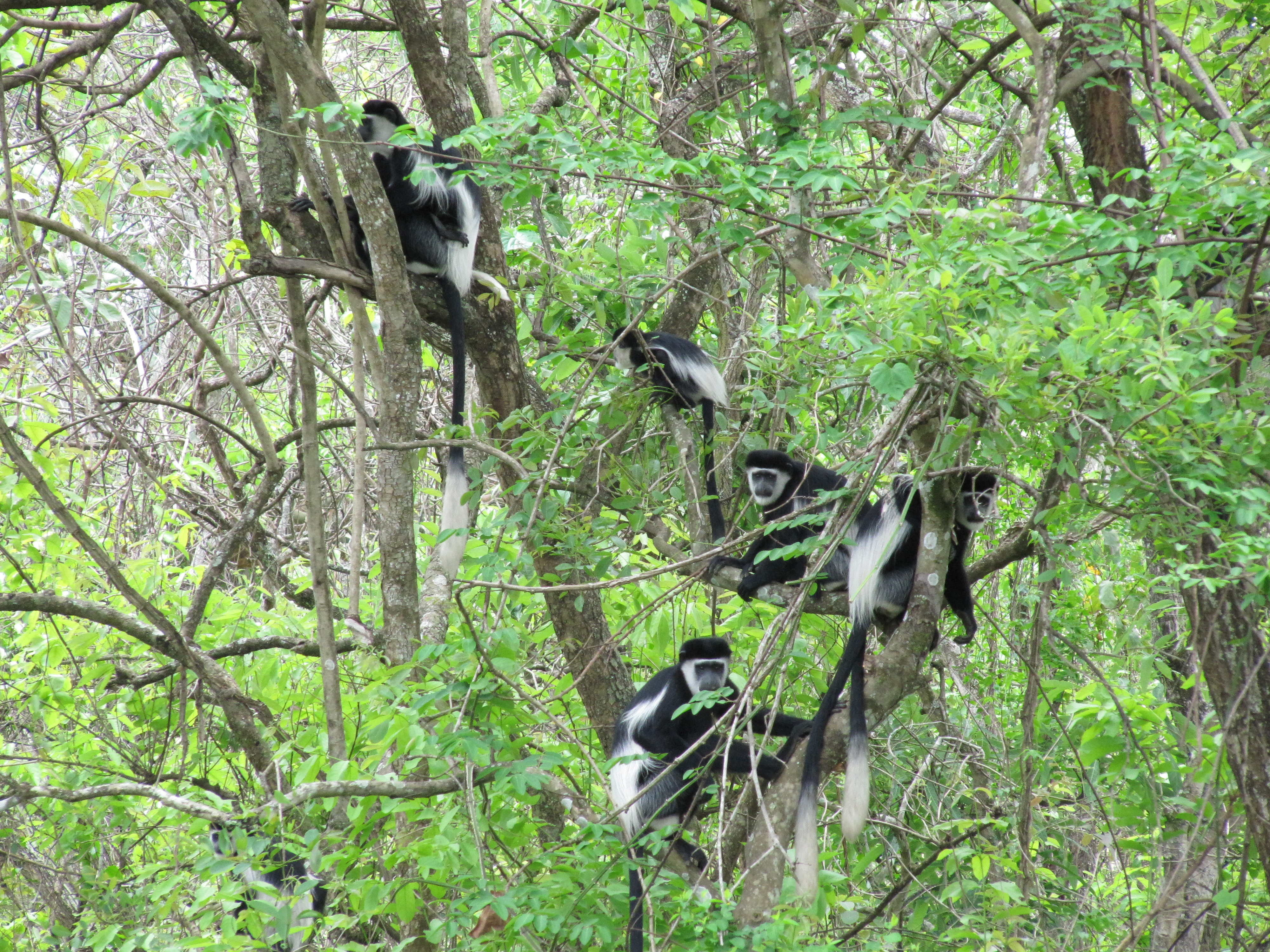
I guereza sono arboricoli e prediligono le foreste secondarie.

La guereza è diffusa in tutta l'Africa equatoriale, dalla Nigeria e dal Camerun ad ovest, a Etiopia, Kenya, Uganda e Tanzania settentrionale ad est. Vive sia nelle foreste decidue che in quelle sempreverdi. I suoi habitat preferiti sono la foresta e la savana alberata ed è facile incontrarla nelle foreste di montagna o di altopiano. È diffusa anche in altri ambienti di tipo forestale, sia primari che secondari, come foreste rivierasche (nei pressi di specchi d'acqua sia dolce che salata), foreste a galleria e foreste di alta quota. È particolarmente comune nelle foreste in prossimità di fiumi e laghi e in quelle di montagna e può spingersi fino a 3 000 metri sul livello del mare. Ama le foreste secondarie e, se ne ha la possibilità, predilige queste a quelle vergini. È probabile che le guereze preferiscano queste foreste a causa del maggior numero di alberi su cui alimentarsi e delle più deboli difese chimiche messe in atto dalle specie vegetali presenti. Talvolta questa specie vive anche nelle paludi e in habitat creati dall'uomo, come le piantagioni di Eucalyptus, che possono essere visitate quando questi animali hanno particolari carenze nutrizionali.

## Biologia
La guereza è principalmente arboricola, ma a volte scende sul terreno per andare in cerca di cibo o per spostarsi, forse più della maggior parte degli altri colobini. Ha abitudini diurne e trascorre riposando metà della giornata; quando è attiva, si dedica soprattutto alla ricerca del cibo e a spostarsi. Poco dopo l'alba, i gruppi di guereza lasciano gli alberi dove hanno trascorso la notte, per farvi poi ritorno al tramonto. Durante il giorno, la guereza alterna lunghi periodi di riposo tra i periodi dedicati agli spostamenti e all'alimentazione. Altre occupazioni, quali la pulizia del corpo, le attività di vigilanza o le interazioni sociali come il saluto e il gioco, vengono svolte in maniera minore

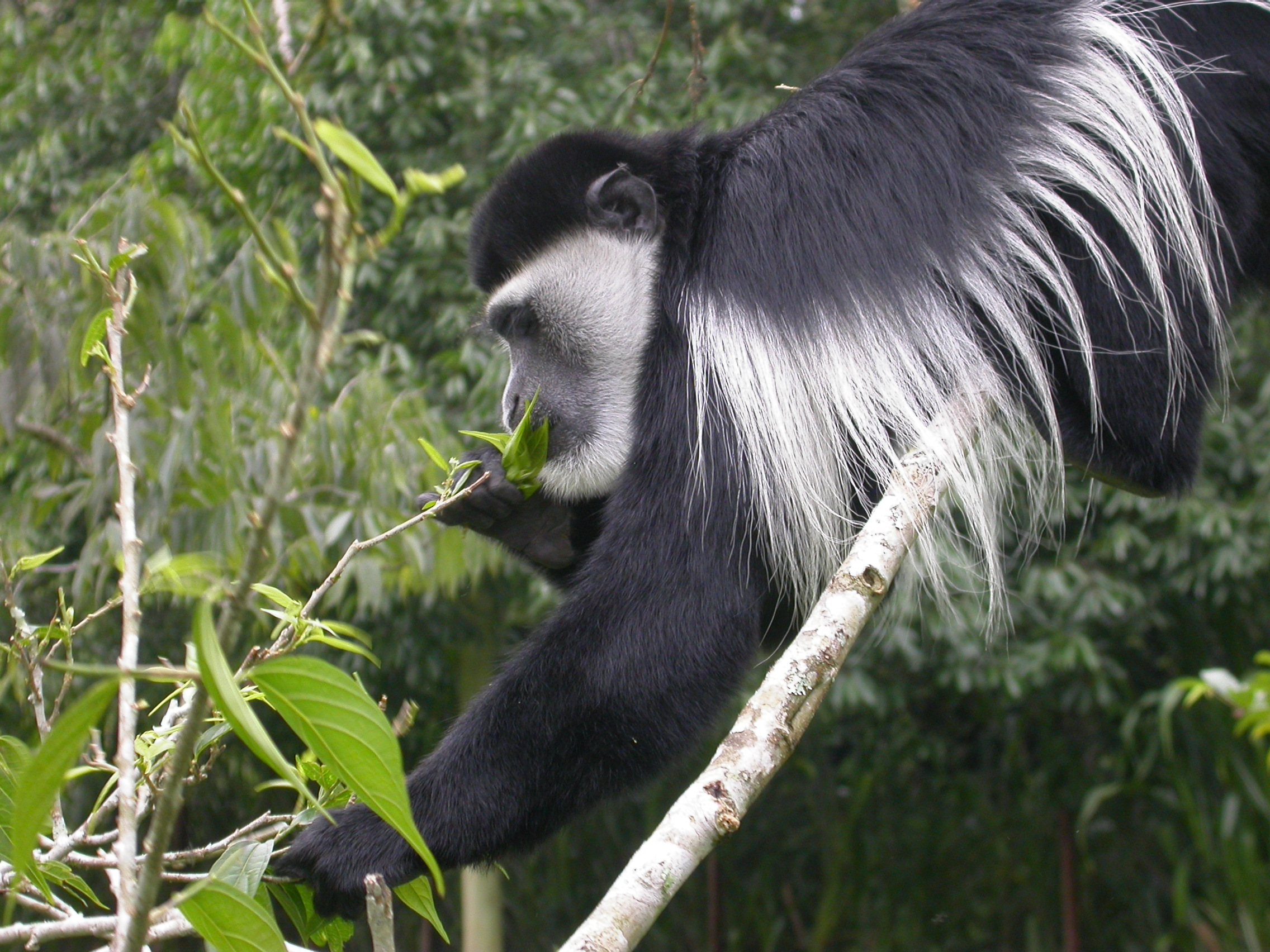
La dieta della guereza è costituita soprattutto da foglie, spesso di poche specie arboree.

Sebbene venga descritta quasi sempre come una mangiatrice di foglie, la guereza non è un folivoro obbligato. Anche se si nutre in prevalenza di foglie e frutta, ha una dieta piuttosto variabile, che comprende anche corteccia, legno, semi, fiori, piccioli, liane, piante acquatiche, artropodi, terra e perfino cemento che stacca dagli edifici. La quantità di ciascun alimento nella dieta varia in base all'area geografica e al periodo dell'anno. Fattori nutrizionali come proteine, tannini e livelli di sodio nelle foglie influenzano le sue scelte alimentari. Può arrivare anche a percorrere distanze più lunghe, effettuando soste lungo il percorso, per accedere a piante dai livelli nutrizionali più elevati. Le foglie di solito costituiscono oltre metà della dieta, anche se occasionalmente la quantità dei frutti mangiati può essere superiore a seconda della stagione. Quando sono in cerca di foglie da mangiare, le guereze preferiscono quelle fresche rispetto a quelle più mature. I frutti polposi vengono mangiati acerbi, il che può servire a ridurre la competizione con i primati che si nutrono di frutti maturi. Complessivamente la specie consuma un gran numero di specie vegetali, ma solo alcune di esse costituiscono la maggior parte della dieta in un sito specifico.
Come tutti i colobi, la guereza è in grado di digerire foglie e altre fibre vegetali grazie ai batteri contenuti in alcune parti del grosso stomaco multicamerato. Come la maggior parte dei colobini, preferisce alimenti ad alto contenuto di fibre che possono essere facilmente estratte dal suo stomaco specializzato. Il predatore principale della guereza è l'aquila coronata, ma questa scimmia può cadere vittima anche di altri rapaci, come l'aquila di Verreaux. Tra gli altri predatori figurano lo scimpanzé e probabilmente anche il leopardo.

### Struttura sociale

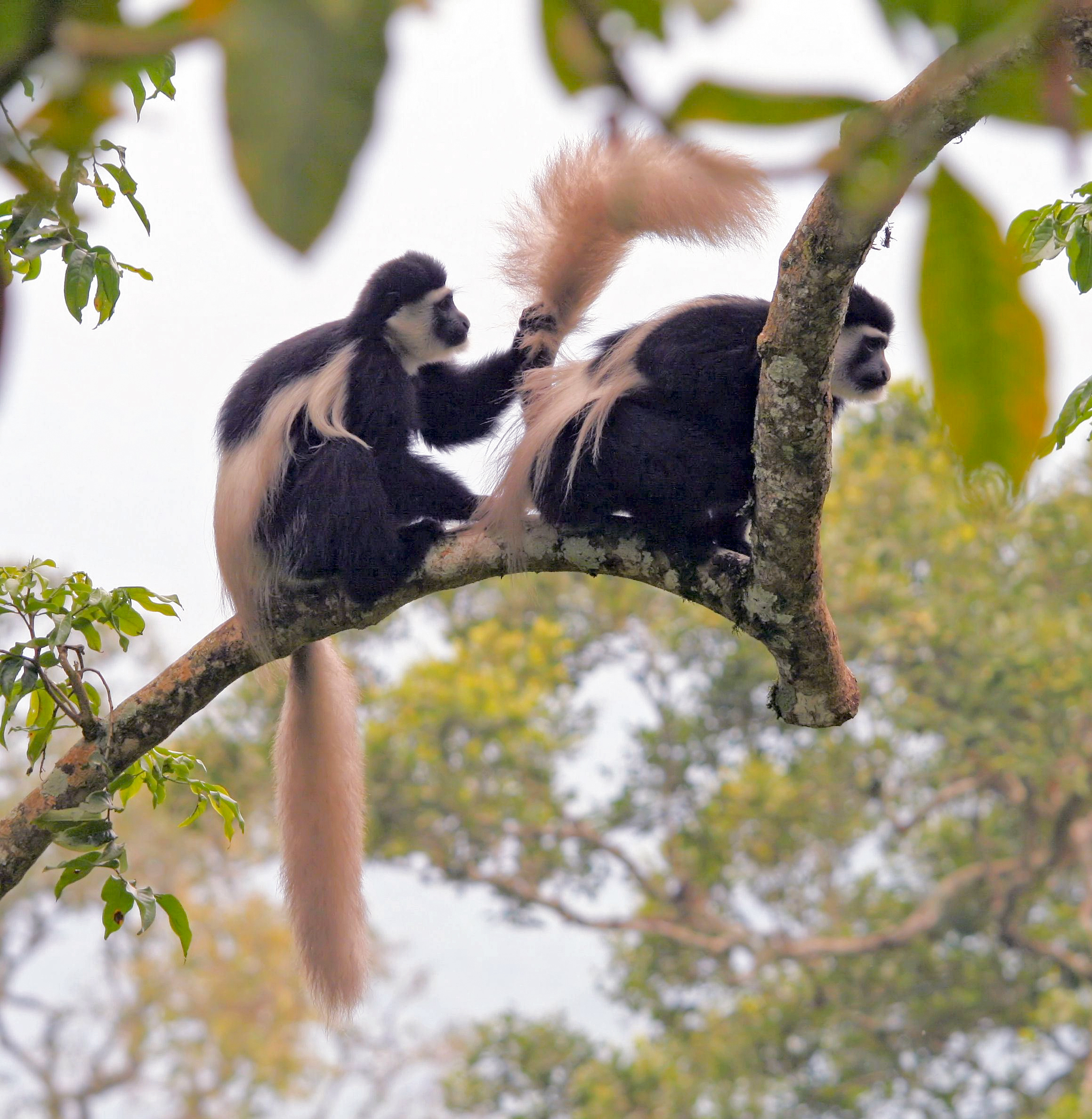
La tolettatura sociale, o allogrooming, si verifica principalmente tra le femmine ed è un'importante interazione sociale nei gruppi di guereze.

La guereza vive in gruppi sociali stabili che comprendono di solito da tre a quindici individui. Generalmente sono composti da un maschio, da alcune femmine e dai giovani, ma presso alcune popolazioni sono comuni gruppi che comprendono più maschi. In queste ultime associazioni, i maschi tendono ad essere più aggressivi tra loro che nei confronti del maschio dominante e in certi casi alcuni maschi possono essere espulsi dal gruppo. I gruppi con più maschi possono comprendere sia i figli del maschio dominante che esemplari non imparentati. I maschi che non appartengono a nessun gruppo possono condurre vita solitaria o aggregarsi con altri esclusi in gruppi di scapoli. Le femmine mantengono la coesione nel gruppo e sono imparentate per linea matrilineare. Si allontanano raramente dal loro gruppo natale, tranne quando questo si sfalda. I maschi, al contrario, lasciano il gruppo in cui sono nati quando raggiungono l'età sub-adulta o adulta e in un primo momento vivono da soli o in un gruppo di scapoli, per poi entrare a far parte di un gruppo sociale rimanendo alla sua periferia o prendendo il posto di un altro maschio del gruppo.
A causa della dieta povera di sostanze nutritive e della distribuzione sparsa delle fonti alimentari, la guereza ha una struttura sociale egualitaria e stabile. Le femmine di un gruppo presentano spesso un atteggiamento di dominanza egualitario senza relazioni di rango formalizzate. Le relazioni sono rilassate e amichevoli, con rari segnali di dominio o subordinazione. Le aggressioni fisiche all'interno del gruppo di solito non portano mai al ferimento di un individuo e solo raramente sfociano in un conflitto. L'allogrooming gioca una parte importante nelle interazioni della specie e si verifica principalmente tra le femmine; i maschi adulti che vivono in un gruppo vi si dedicano solo raramente. Sebbene non siano rigidamente territoriali, i vari gruppi di guereza possono essere aggressivi tra loro. In alcune popolazioni, i gruppi possono difendere l'area centrale del territorio (che costituisce solo una piccola parte dell'home range), le risorse e le compagne. Durante gli incontri tra gruppi, i maschi possono proteggere le proprie femmine sia direttamente che indirettamente, ad esempio difendendo le risorse alimentari di queste ultime. Di solito sono i maschi che prendono parte agli incontri agonistici con i gruppi rivali, ma talvolta possono farlo anche le femmine. Gli scontri tra gruppi di solito prevedono inseguimenti, manifestazioni di aggressività e vocalizzazioni piuttosto che un vero contatto fisico.

### Riproduzione

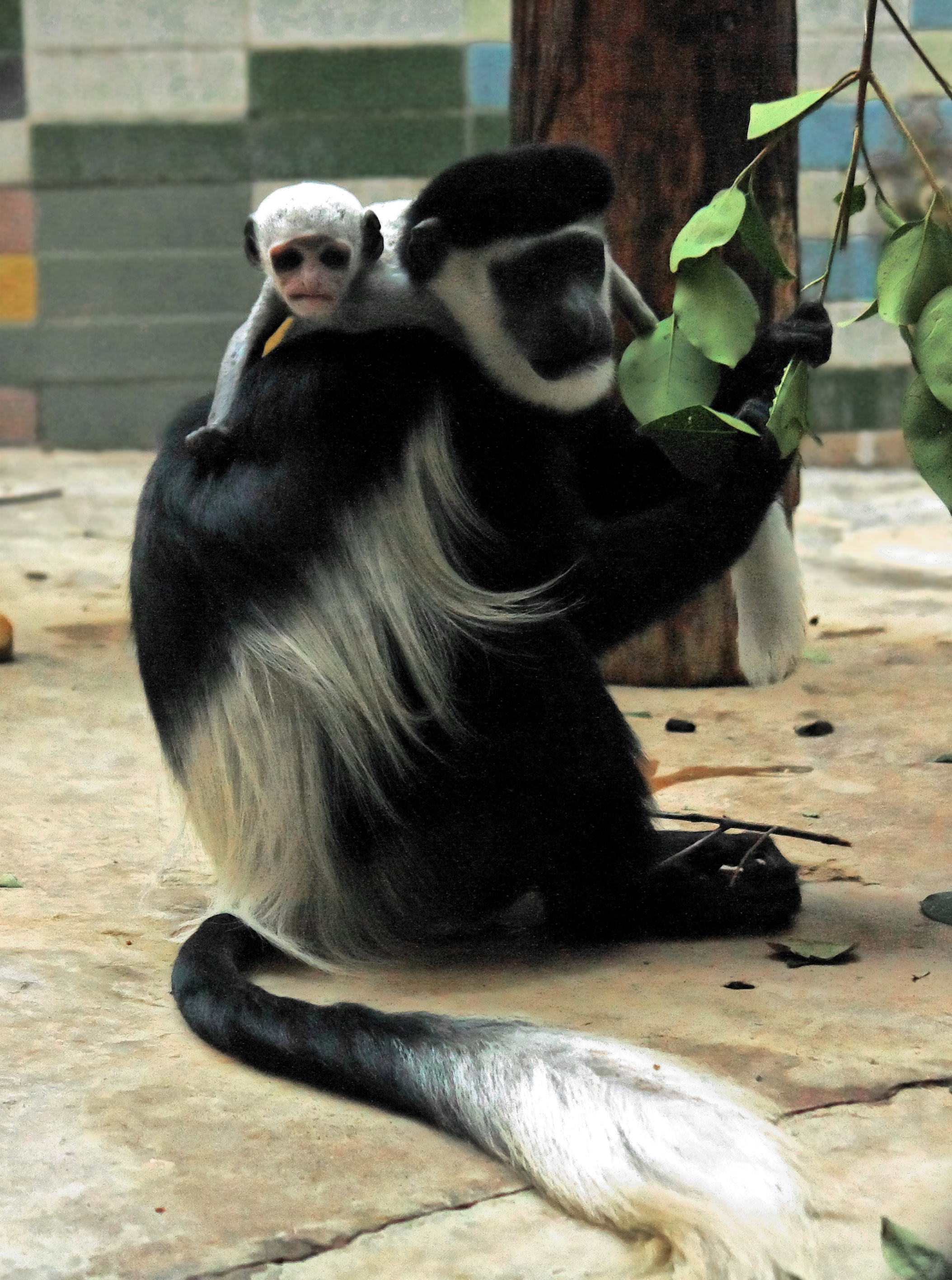
I neonati sono bianchi e vengono sempre trasportati dalla madre durante i primi mesi di vita.

La guereza ha un comportamento riproduttivo poliginico basato sugli harem. L'accoppiamento viene sollecitato in egual misura da maschi e femmine, camminando vicino al potenziale partner ed emettendo con la bocca schiocchi a bassa intensità o baci rumorosi. Durante l'accoppiamento, i maschi afferrano le caviglie e il corpo della femmina. La maggior parte degli accoppiamenti avviene tra individui dello stesso gruppo, ma sono stati registrati anche casi di accoppiamenti con esemplari non appartenenti ad esso. Nei gruppi con più maschi, più di un esemplare può accoppiarsi con le femmine. Il periodo di gestazione dura 158 giorni e l'intervallo tra una nascita e l'altra è di circa 16-22 mesi. La guereza appena nata si affida totalmente alla madre per spostarsi e rimane sempre aggrappata alla sua pelliccia. Crescendo, i piccoli possono anche spostarsi da soli, ma tendono sempre a ritornare dalle madri. In presenza dei piccoli gran parte dell'attenzione del gruppo è focalizzata su di loro: le altre femmine possono anche prenderne in braccio uno, ma questo si sente a proprio agio solamente quando è con la madre. I maschi normalmente non prestano molta attenzione ai piccoli fino a quando non hanno tra le quattro e le cinque settimane. I piccoli riescono a mangiare cibi solidi tra le otto e le nove settimane e a partire dalle cinquanta settimane sono completamente svezzati e non hanno più bisogno di rimanere accanto alla madre.

### Comunicazione
Il tipo di richiamo maggiormente degno di nota della guereza è una sorta di «ruggito» che viene emesso principalmente di notte o all'alba dai maschi, così potente da poter essere udito fino a un chilometro e mezzo di distanza. Nel caso vi siano più maschi all'interno del gruppo, è il maschio dominante che di solito lancia per primo questo richiamo. I ruggiti vengono utilizzati per comunicare a lunga distanza e possono consentire ai vari membri del gruppo di tenersi in contatto quando sono alla ricerca del cibo, anche senza vedersi. Quando un maschio inizia a ruggire, i maschi nelle vicinanze si uniscono al coro. Spesso un esemplare risponde a questi richiami indifferentemente dall'«identità del mittente», concentrandosi maggiormente sulle vocalizzazioni collettive e non sulla familiarità che ha con il mittente. Nei ruggiti dei maschi si registrano variazioni che potrebbero segnalare lo status del gruppo e l'abilità di combattere dei suoi membri. Con un ruggito un maschio può informare sulle sue dimensioni corporee, sia effettive che esagerate. Oltre al ruggito vengono emessi anche altri tipi di vocalizzazioni. I maschi possono emettere degli sbuffi, utilizzati forse come segnali di allarme. Prima che i vari membri del gruppo si mettano in movimento questi possono fare delle «fusa». Le femmine e i piccoli possono «gracchiare» quando si sentono un po' a disagio, mentre nelle situazioni di maggiore stress, ad esempio quando un piccolo si trova in pericolo, le femmine e i sub-adulti strillano o gridano. Degli «schiocchi» con la lingua denotano una leggera aggressività. Oltre alle vocalizzazioni, la guereza comunica anche con diverse posture e movimenti del corpo, ad esempio mettendo in mostra i peli del mantello o attraverso espressioni facciali o contatti tattili.

## Conservazione

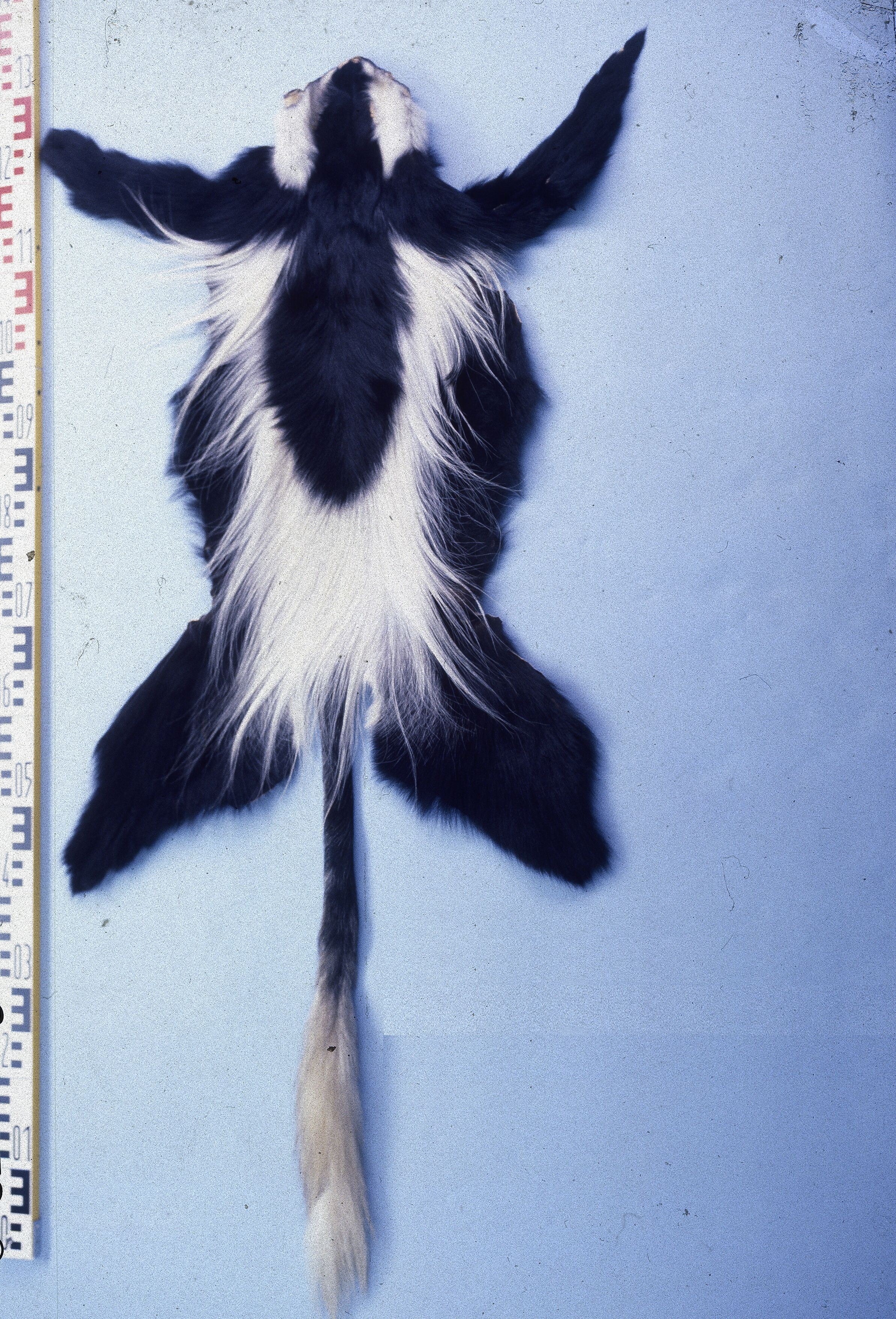
La guereza viene cacciata per la pelle e la carne.

Grazie alla capacità di vivere sia nelle foreste secche che in quelle a galleria e al fatto di spostarsi sul terreno, la guereza è meno minacciata di molte altre specie di colobini. La IUCN la classifica come «specie a rischio minimo» (Least Concern) in quanto «sebbene localmente minacciata in alcune parti dell'areale, si ritiene che questa specie ampiamente diffusa non possa diminuire così rapidamente da giustificarne la collocazione in una categoria di maggior rischio». Tuttavia, alcune sottospecie figurano in categorie diverse: C. g. percivali viene considerata «in pericolo» (Endangered) a causa delle ridotte dimensioni dell'areale e della caccia cui viene fatta oggetto, mentre C. g. dodingae, C. g. gallarum e C. g. matschiei sono tutte considerate «insufficientemente conosciute» (Data Deficient).
Nello specifico, C. g. dodingae non viene più avvistata dagli anni '60. A differenza della maggior parte delle altre specie di primati, la guereza è in grado di resistere al degrado ambientale e nelle foreste degradate può perfino prosperare. In alcuni casi, il disboscamento può portare all'aumento delle specie arboree preferite su cui alimentarsi e la specie risulta essere più numerosa nelle aree soggette ad abbattimento degli alberi rispetto a quelle incontaminate. Tuttavia, la completa distruzione delle foreste provoca una drastica diminuzione della popolazione. In Uganda le deforestazioni totali hanno causato un declino del 50% della popolazione in appena otto anni. La guereza è anche minacciata dalla caccia cui è fatta oggetto per la carne e per la pelle. La carne viene venduta come bushmeat ad un prezzo variabile tra i 4 e i 9 dollari. Le pelli vengono impiegate nell'alta moda o vendute ai turisti.